# Primera División de Venezuela 2010/2011
Primera División de Venezuela 2010/2011 var den högsta divisionen i fotboll i Venezuela för säsongen 2010/2011 och vanns av Deportivo Táchira efter finalseger mot Zamora. Säsongen bestod av två serier, Torneo Apertura och Torneo Clausura, som kvalificerade ett lag vardera till en seriefinal, där vinnaren av seriefinalen vann hela mästerskapet för säsongen 2010/2011. Den högsta divisionen kvalificerade även lag till Copa Sudamericana 2011 och Copa Libertadores 2012.

## Tabeller
| Nr | Lag                   | S  | V  | O | F  | GM | IM | MS  | P  |
| -- | --------------------- | -- | -- | - | -- | -- | -- | --- | -- |
| 1  | Deportivo Táchira     | 17 | 10 | 6 | 1  | 31 | 11 | +20 | 36 |
| 2  | Real Esppor           | 17 | 11 | 3 | 3  | 30 | 11 | +19 | 36 |
| 3  | Caracas               | 17 | 11 | 2 | 4  | 24 | 15 | +9  | 35 |
| 4  | Deportivo Petare      | 17 | 9  | 6 | 2  | 25 | 17 | +8  | 33 |
| 5  | Trujillanos           | 17 | 7  | 6 | 4  | 22 | 15 | +7  | 27 |
| 6  | Aragua                | 17 | 8  | 3 | 6  | 22 | 20 | +2  | 27 |
| 7  | Deportivo Anzoátegui  | 17 | 7  | 5 | 5  | 35 | 30 | +5  | 26 |
| 8  | Yaracuyanos           | 17 | 6  | 8 | 3  | 20 | 17 | +3  | 26 |
| 9  | Estudiantes de Mérida | 17 | 6  | 4 | 7  | 18 | 22 | −4  | 22 |
| 10 | Zulia                 | 17 | 6  | 3 | 8  | 25 | 27 | −2  | 21 |
| 11 | Mineros de Guayana    | 17 | 4  | 8 | 5  | 20 | 20 | 0   | 20 |
| 12 | Monagas               | 17 | 4  | 5 | 8  | 25 | 25 | 0   | 17 |
| 13 | Zamora                | 17 | 4  | 5 | 8  | 20 | 27 | −7  | 17 |
| 14 | Atlético Venezuela    | 17 | 4  | 4 | 9  | 22 | 33 | −11 | 16 |
| 15 | Deportivo Lara        | 17 | 3  | 7 | 7  | 23 | 28 | −5  | 16 |
| 16 | Carabobo              | 17 | 3  | 7 | 7  | 15 | 21 | −6  | 16 |
| 17 | Atlético El Vigía     | 17 | 2  | 8 | 7  | 18 | 25 | −7  | 14 |
| 18 | Caroní                | 17 | 2  | 2 | 13 | 7  | 38 | −31 | 8  |

| Nr | Lag                   | S  | V  | O | F  | GM | IM | MS  | P  |
| -- | --------------------- | -- | -- | - | -- | -- | -- | --- | -- |
| 1  | Zamora                | 17 | 13 | 3 | 1  | 37 | 10 | +27 | 42 |
| 2  | Caracas               | 17 | 12 | 2 | 3  | 32 | 12 | +20 | 38 |
| 3  | Deportivo Anzoátegui  | 17 | 8  | 5 | 4  | 27 | 17 | +10 | 29 |
| 4  | Mineros de Guayana    | 17 | 9  | 2 | 6  | 27 | 17 | +10 | 29 |
| 5  | Real Esppor           | 17 | 8  | 4 | 5  | 16 | 13 | +3  | 28 |
| 6  | Monagas               | 17 | 7  | 6 | 4  | 22 | 12 | +10 | 27 |
| 7  | Deportivo Petare      | 17 | 7  | 6 | 4  | 21 | 14 | +7  | 27 |
| 8  | Trujillanos           | 17 | 7  | 4 | 6  | 18 | 16 | +2  | 25 |
| 9  | Carabobo              | 17 | 6  | 6 | 5  | 26 | 18 | +8  | 24 |
| 10 | Aragua                | 17 | 6  | 6 | 5  | 16 | 13 | +3  | 24 |
| 11 | Yaracuyanos           | 17 | 6  | 6 | 5  | 18 | 20 | −2  | 24 |
| 12 | Atlético El Vigía     | 17 | 7  | 2 | 8  | 35 | 22 | +13 | 23 |
| 13 | Deportivo Lara        | 17 | 6  | 5 | 6  | 24 | 19 | +5  | 23 |
| 14 | Deportivo Táchira     | 17 | 6  | 2 | 9  | 22 | 21 | +1  | 20 |
| 15 | Zulia                 | 16 | 5  | 1 | 10 | 14 | 34 | −20 | 16 |
| 16 | Estudiantes de Mérida | 17 | 1  | 5 | 11 | 12 | 32 | −20 | 8  |
| 17 | Caroní                | 16 | 1  | 4 | 11 | 9  | 44 | −35 | 7  |
| 18 | Atlético Venezuela    | 17 | 2  | 1 | 14 | 8  | 50 | −42 | 7  |

## Seriefinal
De två seriesegrarna Deportivo Táchira och Zamora möttes i en seriefinal där segraren blev mästare av Primera División de Venezuela. Båda finalisterna är dessutom kvalificerade till Copa Libertadores 2012.
|       | 22 maj 2011 | Zamora | 0–1 | Deportivo Táchira | Estadio Agustín Tovar, Barinas |                |
| 18:00 | 18:00       |        |     | Pérez Greco 40′   | Publik: 20 480                 | Publik: 20 480 |
| 18:00 | 18:00       |        |     |                   | Publik: 20 480                 | Publik: 20 480 |
| 18:00 | 18:00       |        |     |                   | Publik: 20 480                 | Publik: 20 480 |

|       | 29 maj 2011 | Deportivo Táchira | 0–0 | Zamora | Estadio Polideportivo de Pueblo Nuevo, San Cristóbal |                |
| 16:00 | 16:00       |                   |     |        | Publik: 14 320                                       | Publik: 14 320 |
| 16:00 | 16:00       |                   |     |        | Publik: 14 320                                       | Publik: 14 320 |
| 16:00 | 16:00       |                   |     |        | Publik: 14 320                                       | Publik: 14 320 |

## Sammanlagd tabell
De två seriesegrarna samt det bäst placerade laget utöver dessa gick till Copa Libertadores 2012. Därutöver gick de åtta bästa till playoff till Copa Sudamericana, med undantag för Trujillanos som redan kvalificerat sig för Copa Sudamericana 2011 genom seger i Copa Venezuela 2010.
| Nr | Lag                   | S  | V  | O  | F  | GM | IM | MS  | P  |
| -- | --------------------- | -- | -- | -- | -- | -- | -- | --- | -- |
| 1  | Caracas               | 34 | 23 | 4  | 7  | 56 | 27 | +29 | 73 |
| 2  | Real Esppor           | 34 | 19 | 7  | 8  | 46 | 23 | +23 | 64 |
| 3  | Deportivo Petare      | 34 | 16 | 12 | 6  | 46 | 31 | +15 | 60 |
| 4  | Deportivo Táchira     | 34 | 16 | 8  | 10 | 53 | 32 | +21 | 56 |
| 5  | Zamora                | 34 | 16 | 8  | 10 | 53 | 40 | +13 | 56 |
| 6  | Deportivo Anzoátegui  | 34 | 15 | 10 | 9  | 62 | 47 | +15 | 55 |
| 7  | Trujillanos           | 34 | 14 | 10 | 10 | 40 | 31 | +9  | 52 |
| 8  | Aragua                | 34 | 14 | 10 | 10 | 38 | 33 | +5  | 52 |
| 9  | Yaracuyanos           | 34 | 12 | 14 | 8  | 36 | 38 | −2  | 50 |
| 10 | Mineros de Guayana    | 34 | 13 | 10 | 11 | 47 | 37 | +10 | 49 |
| 11 | Monagas               | 34 | 11 | 11 | 12 | 47 | 37 | +10 | 44 |
| 12 | Carabobo              | 34 | 9  | 13 | 12 | 41 | 39 | +2  | 40 |
| 13 | Deportivo Lara        | 34 | 9  | 12 | 13 | 46 | 48 | −2  | 39 |
| 14 | Zulia                 | 33 | 11 | 4  | 18 | 39 | 62 | −23 | 37 |
| 15 | Atlético El Vigía     | 34 | 9  | 10 | 15 | 41 | 47 | −6  | 37 |
| 16 | Estudiantes de Mérida | 34 | 7  | 9  | 18 | 28 | 52 | −24 | 30 |
| 17 | Atlético Venezuela    | 34 | 6  | 5  | 23 | 30 | 83 | −53 | 23 |
| 18 | Caroní                | 33 | 4  | 6  | 23 | 19 | 67 | −48 | 18 |

Färgkoder:
     – Kvalificerade för Copa Libertadores 2012.

     – Kvalificerade för Copa Sudamericana 2011.

     – Kvalificerade för playoff till Copa Sudamericana 2011.

     – Nedflyttade till Segunda División.

## Playoff till Copa Sudamericana

### Andra omgången
De två vinnarna kvalificerade för Copa Sudamericana 2011.